# Vodomilovití
Vodomilovití (Hydrophilidae) je čeleď brouků.
Čeleď obsahuje značné množství druhů, které jsou rozšířeny téměř po celém světě. Zástupci této čeledi bývají dobří letci s typickým tmavým zabarvením. Velikost dospělých brouků je závislá na druhu, nejmenší druhy mají 1 milimetr a největší druhy dosahují délky 10 centimetrů [zdroj?]. Pro celou čeleď je typický způsob dýchání, kdy je na zadeček vzduch dopravován pomocí tykadel
Vodomilovití se živí řasami, proto zpravidla žijí v mělké, na řasy bohaté vodě. Pro rozmnožování vytváří samice kokony do nichž nakladou od padesáti do sta vajec, ze kterých se vylíhnou masožravé larvy, živící se červy a hmyzem.

## Zástupci
- Vodomil černý (Hydrophilus piceus)